# Skummjölk

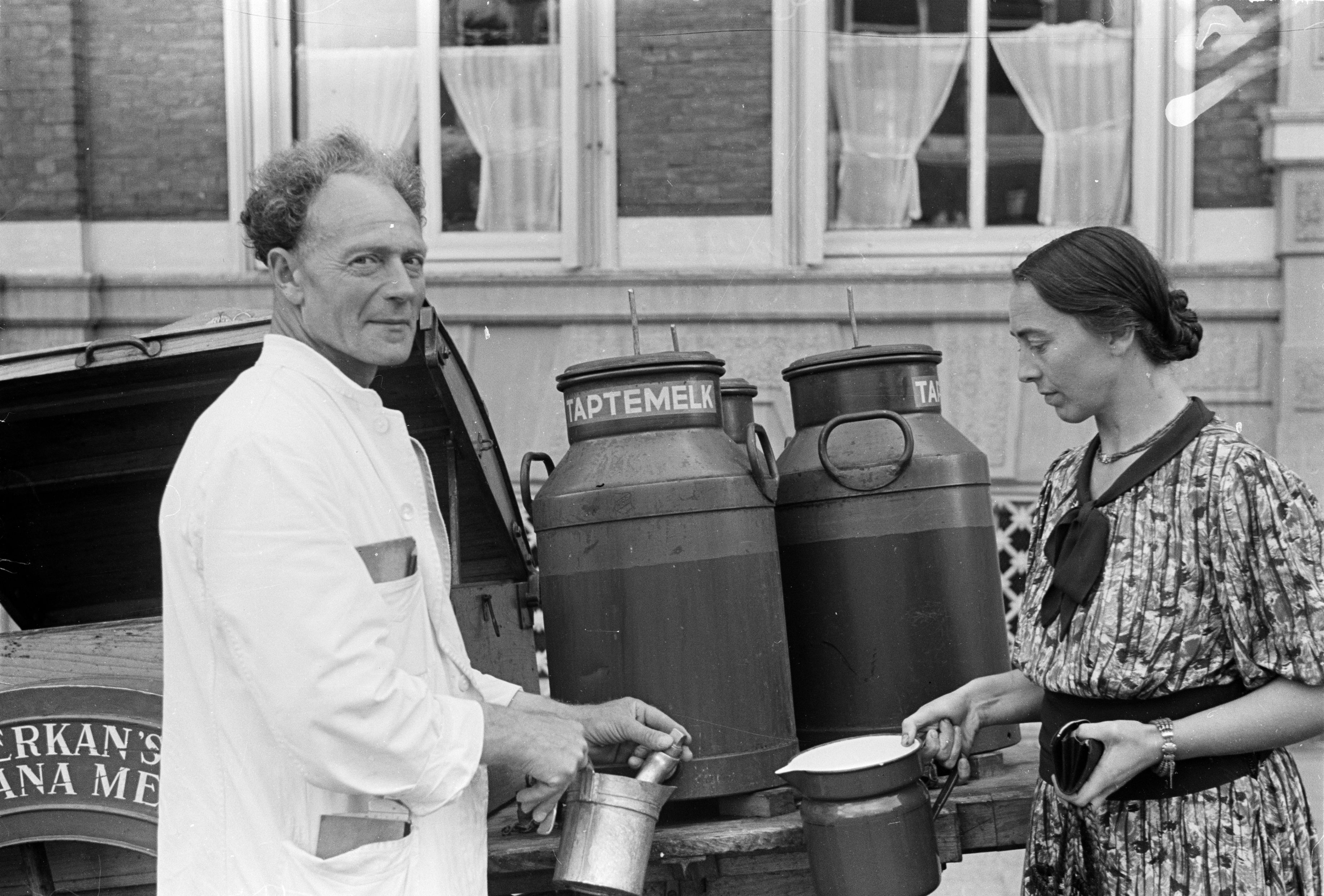
Försäljning av skummjölk (taptemelk) i Nederländerna.

Skummjölk är mjölk från vilken grädden avskilts genom separering. Den innehåller alla mjölkens näringsämnen utom fett och fettlösliga vitaminer såsom A och D. Skummjölken kan blandas med olika mängd grädde till de standardiserade mjölksorterna eller indunstas och torkas till mjölkpulver (även kallat torrmjölk).
Försäljningen av skummjölk i Sverige upphörde vid årsskiftet 1976/1977 till följd av minskad efterfrågan då lättmjölken konkurrerat ut den. 1990 återlanserade Arla skummjölk, nu under det nya namnet minimjölk.

## Blåmjölk
Ett gammalt namn för skummjölk är blåmjölk, eftersom den skimrar i blått. Detta ska inte förväxlas med nutida (2008) lättmjölk, som enligt Arlas färgkod säljs i kartong med blå dekoration och därför skämtsamt kallas "blåmjölk." Denna mjölk innehåller dock mer fett än den gamla blåmjölken, som innehåller nästan inget fett alls, när man genom separeringen skattat den på så mycket grädde som möjligt. Den skummjölk som såldes i dagligvaruhandeln förr hade en fetthalt på 0,05%
Även kärnmjölk har kallats blåmjölk av samma skäl, att den skimrar i blått.
Misslyckad hemmatillverkad filbunke, som "slår fel", och inte vill tjockna, kallas också för blåmjölk. De naturliga mjölksyrebakterierna, som ska syra mjölken har inte visat sig i detta fall, och mjölken blir gällen (halvsur eller "blåsur") i stället för syrad; den snarare ruttnar. Den smakar då illa. Enligt gammal tro inträffar detta när "det är åska i luften".
I sången Tula hem och tula vall sägs mjölken vara "båd’ gul och blå".